# 佐々木勝俊
佐々木 勝俊（ささき かつとし、1953年 - ）はテレビ番組の構成作家。東京都目黒区出身。
中学生の時に見ていたTV『ヤング720』の出演メンバーであった若き日の景山民夫に憧れ、のちに師事。『タモリ倶楽部』の「廃盤アワー」に出演しながら構成を担当していた（自称「構成雑家」）。他に、自ら構成する『ENKA TV (エンカTV)』にも出演していた。

## 人物
商業高校卒業後、衣類雑貨の企画販売の仕事をしていた（全国の200店舗にTシャツを卸し、年商1億を超えるほど、成功していたという）。だが、20歳の時たまたま景山と出会い、あっさり青年実業家を廃業して景山が趣味でやっていたバンドのメンバーに参加。その後、「元・金持ちの若造スポンサー兼便利屋」として、テレビの仕事に趣味と実益で係わる。
1982年に『タモリ倶楽部』が始まると、景山の元で、佐々木も構成作家として、正式デビュー。主題歌「ショート・ショーツ」（ロイヤル・ティーンズ）を選曲した。
1984年には、ササキ・カツトシ&エミー・ジャクソン名義でデュエット曲「CRY ヨコハマ」でキャニオン・レコード（現：ポニーキャニオン）から、歌手デビュー。発売週に母親がレコードを買い漁った結果、オリコンで初登場16位を記録したが、その後が続かずにヒットチャートから消えた。
また、ササキカツトシ名義でオナッターズ「恋のバッキン」を作詞。また深夜番組『グッドモーニング』で水島裕子による名物企画、「てんぱいぽんちん体操」を考案した。
『三宅裕司のいかすバンド天国』の構成作家でもあり、「イカ天」という流行語は佐々木勝俊によるネーミング。フジの人気番組『HEY!HEY!HEY! MUSIC CHAMP』にも関わっていた。『STUDIO VOICE（No.117　85年9月号）』でも佐々木勝俊が特集されている。
青島幸男の末っ子弟子としても知られていて、参議院選の際には選挙カーの運転手をしていたという。

## 手掛けた主な番組
日本テレビ系
- TV海賊チャンネル
- 天才・たけしの元気が出るテレビ!!
- どちら様も!!笑ってヨロシク

TBS系
- 三宅裕司のいかすバンド天国
- 三宅裕司のエビぞり巨匠天国
- 王道バラエティ つかみはOK!

フジテレビ系
- 夕やけニャンニャン
- ドキドキしちゃう
- ダイババ
- 夜ヒットspecial
- komu@com
- HEY!HEY!HEY! MUSIC CHAMP
- 1or8
- 魔法のランプ!

テレビ朝日系
- タモリ倶楽部
- エンカTV
- グッドモーニング
- まっ昼ま王!!水曜

ほか

## 書籍
- 誇大毛想（神足裕司・編、2004年、扶桑社） - 対談を収録